# مته وسترگارد
مته وسترگارد (دانمارکی: Mette Vestergaard؛ زادهٔ ۲۷ نوامبر ۱۹۷۵) بازیکن هندبال اهل دانمارک بود.
از افتخارات وی میتوان به کسب دو مدال طلا به‌همراه تیم ملی هندبال زنان دانمارک در بازی‌های المپیک تابستانی ۲۰۰۰ و بازی‌های المپیک تابستانی ۲۰۰۴ اشاره کرد. 